# Hylaeamys laticeps
Hylaeamys laticeps är en gnagare i familjen hamsterartade gnagare som förekommer i östra Brasilien. Hela släktet Hylaeamys ingick en längre tid som undersläkte i risråttor (Oryzomys). Arten är nära släkt med Hylaeamys megacephalus och en studie från 1999 listade den fortfarande som synonym.
Vuxna exemplar är 122 till 174 mm långa (huvud och bål), har en 100 till 157 mm lång svans och väger 51 till 97 g. De har 32 till 34 mm långa bakfötter och 21 till 23 mm stora öron. Kännetecknande är robusta bakfötter och stora trampdynor. Den korta pälsen på ovansidan är gulbrun till gråbrun med några mörkbruna hår inblandade. Undersidans päls har en grå färg. Vid svansens första halva är undersidan ljusare än ovansidan. Öronen är täckta av glest fördelade rödbruna hår.
Utbredningsområdet sträcker sig från delstaten Bahia till delstaten Rio de Janeiro. Arten lever i låglandet och i kulliga områden upp till 300 meter över havet. Hylaeamys laticeps vistas i varma städsegröna och lövfällande skogar samt i träskmarker. Den föredrar ursprungliga skogar men den lever även i förändrade skogar. Individerna vistas på marken.
Beståndet hotas av skogarnas omvandling till odlingsmark och annat kulturlandskap. Hela beståndet utgörs av flera från varandra skilda populationer. IUCN listar arten som sårbar (VU).